# Hans-Rudolf Zulliger
Hans-Rudolf Zulliger (* 1935 in Zürich¸ heimatberechtigt in Madiswil) ist ein Schweizer Physiker und Manager.

## Leben
Hans-Rudolf Zulliger wuchs in Zürich auf, wo er auch die Schulen besuchte. Nach einer Lehre als Feinmechaniker absolvierte er ein Studium als Elektroingenieur an einer Höheren Technischen Lehranstalt (HTL). Dann studierte er Maschinenbau und Physik an der Stanford University. Dort erwarb er zuerst den Titel eines Master of Science in Nukleartechnik und wurde mit der Dissertation Energy-loss mechanisms in semiconductor radiation detectors zum Doctor of Philosophy (Ph.D.) promoviert.
Er hat zuerst für Firmen in Kalifornien gearbeitet. In die Schweiz zurückgekehrt, war er ab 1978 für Mettler Instrumente AG tätig, welche damals zu Ciba-Geigy gehörte. Bei Mettler wurde er Leiter des Departements Verfahren und Neue Produkte sowie Mitglied der Geschäftsleitung. Zulligers bauten 1982 ein Einfamilienhaus, welches schon damals umweltfreundlich gebaut wurde. Zulliger installierte selbst eine Photovoltaikanlage. Eine umfassende energetische Renovation dieses Hauses wurde 2005 durchgeführt, sodass jetzt je 2000 Watt für Herr und Frau Zulliger ausreichen.
Zu Ciba-Geigy gehörte in jener Zeit neben Mettler auch die Firma Gretag AG. Zulliger wurde 1988 Direktionspräsident der Gretag AG. Durch einen Management-Buy-out erwarben Zulliger, William J. Recker und Eduard M. Brunner 1990 diese Firma von Ciba-Geigy und führten das Unternehmen. Daraus entstanden später die Tochterfirmen Gretag Imaging und Gretag Macbeth (später Amazys AG) als zwei getrennte Unternehmen, welche 1997 und 1998 an die Schweizer Börse gebracht wurden. Durch mehrere Übernahmen wuchsen diese Firmen rasch und wurden im Internet-Boom Ende der 1990er-Jahre hoch bewertet. Dann folgte von 2000 bis 2002 der Niedergang. Bei Amazys AG gab Zulliger 2004 altershalber sein Mandat als Verwaltungsratspräsident ab. Die verbleibenden Tätigkeiten wurden später durch andere Firmen übernommen. 
Zusammen mit seiner Frau Ann C. Zulliger, geborene Ann Crutcher, hat Zulliger die Stiftung Drittes Millennium gegründet. Ziel ist die Förderung der Aus-, Weiter- und Bewusstseinsbildung für eine erfreuliche Zukunft. Die Stiftung finanziert seit 2004 einen Lehrstuhl an der ETH Zürich für Technologie und Nachhaltigkeit.

## Veröffentlichungen
- Gaias Vermächtnis: Plädoyer für eine integrale Weltsicht. rüffer&rub Sachbuchverlag GmbH, Zürich, 2018. ISBN 978-3-906304-35-9
- Der Markt blockiert die Energiewende. In: Neue Zürcher Zeitung, 12. September 2022, abgerufen am 14. September 2022
- Neue Atomkraftwerke sind eine Hochrisikostrategie, aber nicht einfach wegen der Gefahr von Unfällen. In: NZZ, 9. Februar 2024, abgerufen am 9. Februar 2024

## Weitere Tätigkeiten
- 1982 bis 1996: Commission pour la technologie et l'innovation (CTI)[1]
- 1993 bis 2003: ab 1997 Präsident der COmmission Recherche Énergétique (CORE), dem Beratungsorgan des Bundesrats in Fragen der Energieforschung.[8]
- 2003 bis 2006: Mitglied des International Advisory Board der Alliance for Global Sustainability (AGS) als Vertreter der ETH Zürich
- 2001 bis 2007: Mitglied des Investment Committees der Sustainable Asset Management Private Equity Group.[9]
- Mitgründer und Stiftungsrat der Stiftung Drittes Millennium in Zürich.[2]

## Ehrung
- 2001: Ehrendoktorat Laudatio Hans Rudolph Zulliger. Dies Academicus 2001, Universität Neuenburg, abgerufen am 14. September 2022.